# Laubierus mucronatus
Laubierus mucronatus är en ringmaskart som beskrevs av Blake 1993. Laubierus mucronatus ingår i släktet Laubierus och familjen Nautiliniellidae.
Artens utbredningsområde är Mexikanska golfen. Inga underarter finns listade i Catalogue of Life.